# 葛立方
葛立方（—1165年），字常之，号懒真子。南宋江陰人。

## 生平
随父徙居吴兴。紹興八年進士及第，历官左奉议郎、诸王宫大小学教授、太常博士。十七年，除秘书省正字。十九年，迁校书郎。二十一年，为尚书考功员外郎兼中书舍人。官至吏部侍郎。因得罪秦檜，被逼退出官場。紹興二十六年歸休於吳興汛金溪上。他“博極群書，以文章名一世”，曾著有《韻語陽秋》二十卷、《西疇筆耕》五十卷、《方輿別志》二十卷、《歸愚集》一卷，今存《韻語陽秋》與《歸愚集》。《四庫全書總目提要》評：“多平實鋪叙，少清新宛轉之思，然大致不失宋人規格。”隆興二年卒。

## 家族
祖父葛密。父葛勝仲，母張濩。
有子葛郛、葛郯。